# 加告兹自治领土单位
加告茲自治领土单位，通称加告茲（Gagauziya；；），又译加告茲自治區，是摩爾多瓦南部的一個自治领土单位，首府為科姆拉特。這里的主體民族是信奉東正教的加告茲人，语言属于突厥语系。

## 概述
蘇聯解體後，加告茲人要求從摩爾多瓦獨立。1990年8月，加告茲人宣布成立「加告茲蘇維埃社會主義共和國」。1994年12月，摩爾多瓦共和國議會通過了給予加告茲地區「特別法律地位」的議案。加告茲因此撤銷了獨立。目前，加告茲是摩爾多瓦的一個自治领土单位。面積1832平方公里。根據1996年估計，加告茲有人口155700。加告茲自治區的中央选举委员会未在随后的选举中将Croitor登记为行政長官一职的候选人，而Gheorgi Tabunshik在不公正的选举中当选。米哈伊尔·福尔穆扎尔从2006年到2015年担任加告茲的行政長官。那年伊丽娜·弗拉当选为该职位，以51％的选票当选。2014年2月2日，加告茲举行了公民投票。 绝大多数选民选择认为与欧盟一体化相比，与俄罗斯建立更紧密的联系則是更佳選擇。 他们还表示，如果摩尔多瓦选择加入欧盟，他们更倾向于加告茲的独立。2015年3月23日，在极力支持俄罗斯的运动之后，伊琳娜·弗拉（Irina Vlah）当选为新行政長官，该运动以与俄罗斯联邦的紧密联系为主导。

## 延伸閱讀
- Shabashov A.V., 2002, Odessa, Astroprint, "Gagauzes: terms of kinship system and origin of the people", (Шабашов А.В., "Гагаузы: система терминов родства и происхождение народа")
- Chinn, Jeff; Steven D. Roper. . Nationalities Papers. March 1998, 26 (1): 87–101. doi:10.1080/00905999808408552.

## 外部連結
- www.comrat.md - Official website of Comrat - the capital of Gagauzia（页面存档备份，存于）
- www.gagauzia.md - Official website of Gagauzia（页面存档备份，存于）
- www.edingagauz.com - Newspaper of Social Movement "Edinaya Gagauzia"（页面存档备份，存于）
- www.kdu.md - Komrat Devlet Universiteti (Comrat State University)
- www.gagauz.tv - «Gagauziya Radio Televizionu»